# Stanclewo
Stanclewo (deutsch Stanislewo, 1931 bis 1945 Sternsee) ist ein Ort in der polnischen Woiwodschaft Ermland-Masuren. Er gehört zur Gmina Biskupiec (Stadt- und Landgemeinde Bischofsburg) im Powiat Olsztyński (Kreis Allenstein).

## Geographische Lage
Szanclewo liegt am Nordufer der Jezioro Jełmuń (deutsch Allmoyer See) in der nördlichen Mitte der Woiwodschaft Ermland-Masuren, 19 Kilometer südwestlich der früheren Kreisstadt Rößel (polnisch Reszel) bzw. 39 Kilometer nordöstlich der heutigen Kreismetropole und auch Woiwodschaftshauptstadt Olsztyn (deutsch Allenstein).

## Geschichte

### Ortsgeschichte
Stanislewo wurde im Jahre 1569 durch Bischof Stanislaus Hosius gegründet. 1785 wurde der Ort als königliches Dorf mit 44 Feuerstellen erwähnt, 1820 als königliches Dorf mit 50 Feuerstellen bei 385 Einwohnern.
Am 9. Juli 1874 wurde Stanislewo Amtsdorf und damit namensgebend für einen Amtsbezirk im Kreis Rößel, Regierungsbezirk Königsberg (ab 1905: Regierungsbezirk Allenstein), in der preußischen Provinz Ostpreußen.
Im Jahre 1885 zählte Stanislewo 899 Einwohner, im Jahre 1910 waren es bereits 1.033.
Am 15. November 1928 wurde die Försterei Neu Lustig (polnisch Ptaszki) mit dem dazugehörigen Forstdienstgehöft (polnisch Gajówka Wesoła) aus dem Gutsbezirk Sadlowo (Forst) aus- und in die Landgemeinde Stanislewo eingegliedert.
Am 13. März 1931 wurde das Dorf Stanislewo offiziell in „Sternsee“ umbenannt. Wenige Monate später folgte auch die Änderung für den Amtsbezirk Stanislewo, der  am 7. August 1931 den Namen „Amtsbezirk Bredinken“ erhielt.
Die Zahl der Einwohner von Sternsee belief sich 1933 auf 857 und 1939 auf 935.
In Kriegsfolge wurde 1945 das südliche Ostpreußen an Polen abgetreten. Sternsee erhielt in diesem Zusammenhang die polnische Namensform „Stanclewo“. Heute ist das Dorf zusammen mit dem eingemeindeten Nachbarort Zawada Sawadden eine Ortschaft innerhalb der Stadt- und Landgemeinde Biskupiec (Bischofsburg) im Powiat Olsztyński (Kreis Allenstein), von 1975 bis 1998 der Woiwodschaft Olsztyn, seither der Woiwodschaft Ermland-Masuren zugehörig. Im Jahre 2021 zählte Stanclewo 410 Einwohner.

### Amtsbezirk Stanislewo (1874–1931)
Zum Amtsbezirk Stanislewo gehörten in der Zeit seines Bestehens drei Dörfer:
| Deutscher Name                 | Polnischer Name |
| ------------------------------ | --------------- |
| Bredinken                      | Bredynki        |
| Stanislewo 1931–1945: Sternsee | Stanclewo       |
| Striewe 1928–1945: Stockhausen |                 |

## Kirche

### Römisch-katholisch
In Stanislewo wurde im Jahre 1907 eine Kirche gebaut. Das Dorf wurde 1910 zu einer Pfarrei erhoben. Bis heute ist es das Gotteshaus der Katholiken. Es gehört zum Dekanat Biskupiec Reszelski im Erzbistum Ermland.

### Evangelisch
Die evangelischen Einwohner gehörten bis 1945 zur Pfarrkirche in Bischofsburg in der Kirchenprovinz Ostpreußen der Kirche der Altpreußischen Union. Heute gibt es in Biskupiec eine Kapellengemeinde, die von der Pfarrei in Sorkwity (Sorquitten) in der Diözese Masuren der Evangelisch-Augsburgischen Kirche in Polen betreut wird.

## Verkehr
Stanclewo liegt an einer Nebenstraße, die in Biskupiec (Bischofsburg) von der polnischen Landesstraße 57 (frühere deutsche Reichsstraße 128) abzweigt und nach Choszczewo (Choszewen, 1931 bis 1945 Hohensee) führt. Eine weitere Nebenstraße verbindet Stryjewo (Striewe, 1928 bis 1945 Stockhausen) mit Bredynki (Bredinken) (an der Woiwodschaftsstraße 590, einst Reichsstraße 141), die in Stanclewo endet.
Eine Anbindung an den Bahnverkehr besteht nicht.